# Grote Wetering (Amsterdam)

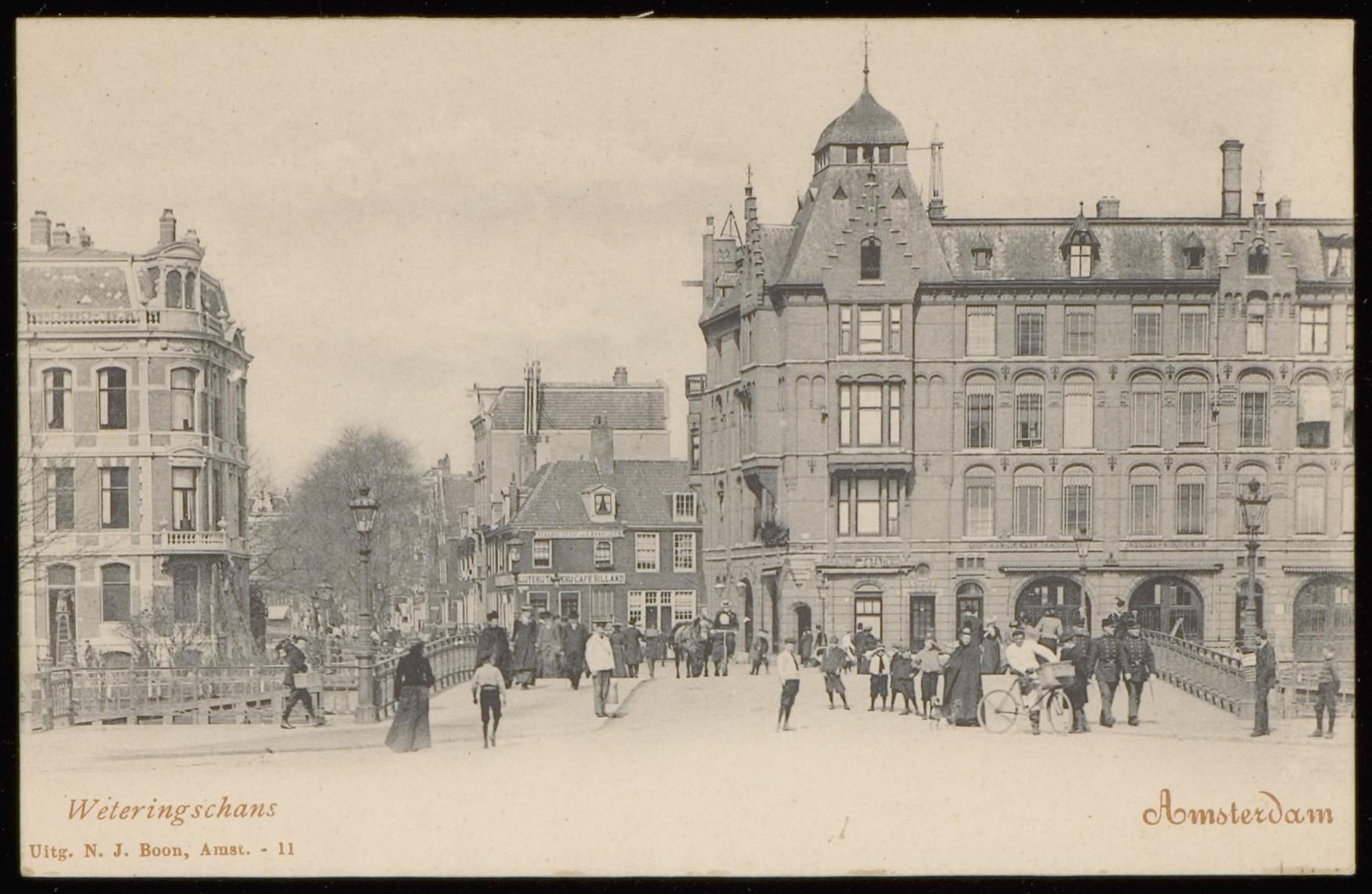
Rechts het gebouw in circa 1900

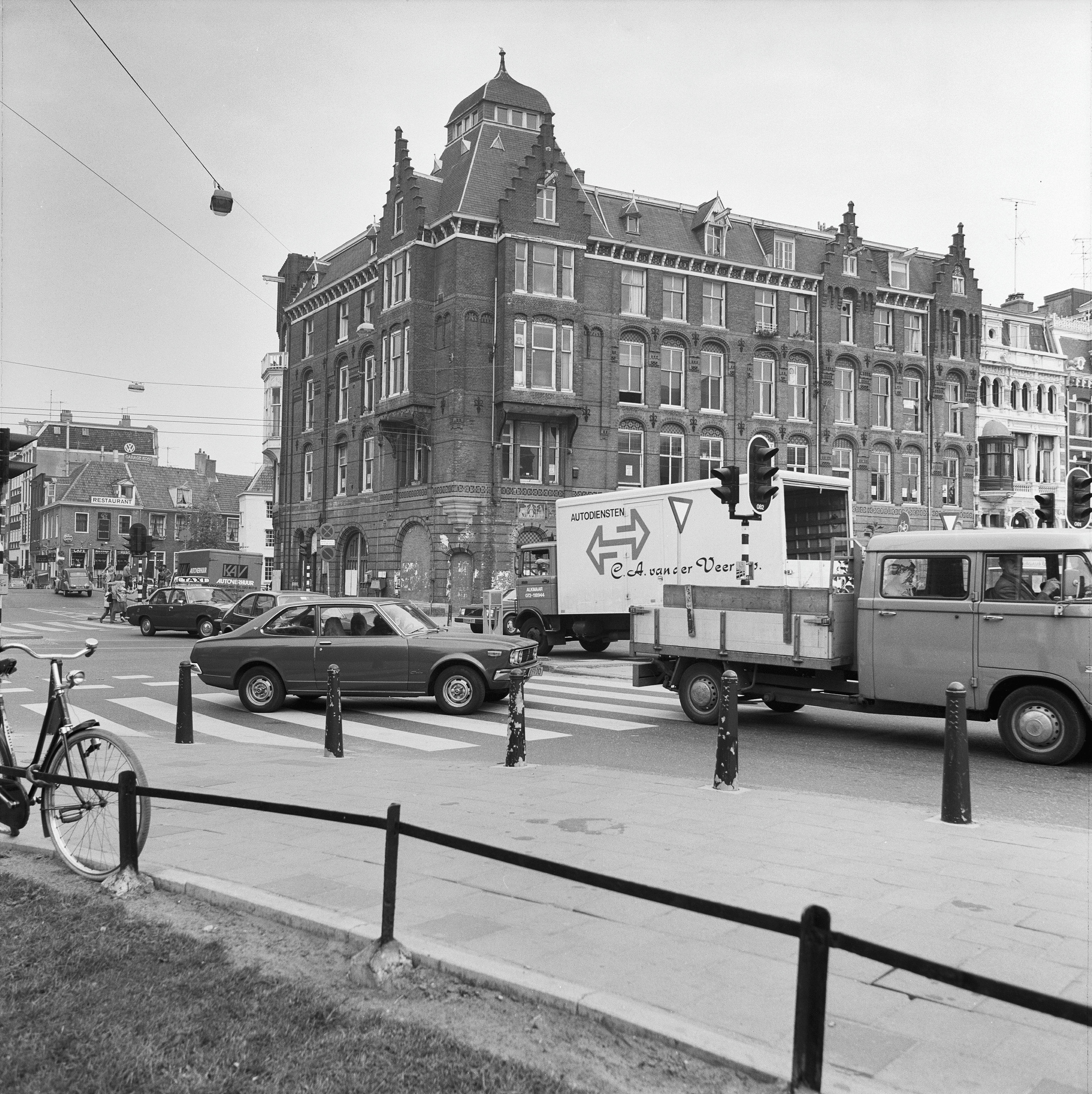
OVV in 1979; het origineel liep van trapgevel tot trapgevel, het pand behorend bij de meest rechter trapgevel is de nieuwbouw uit 1894

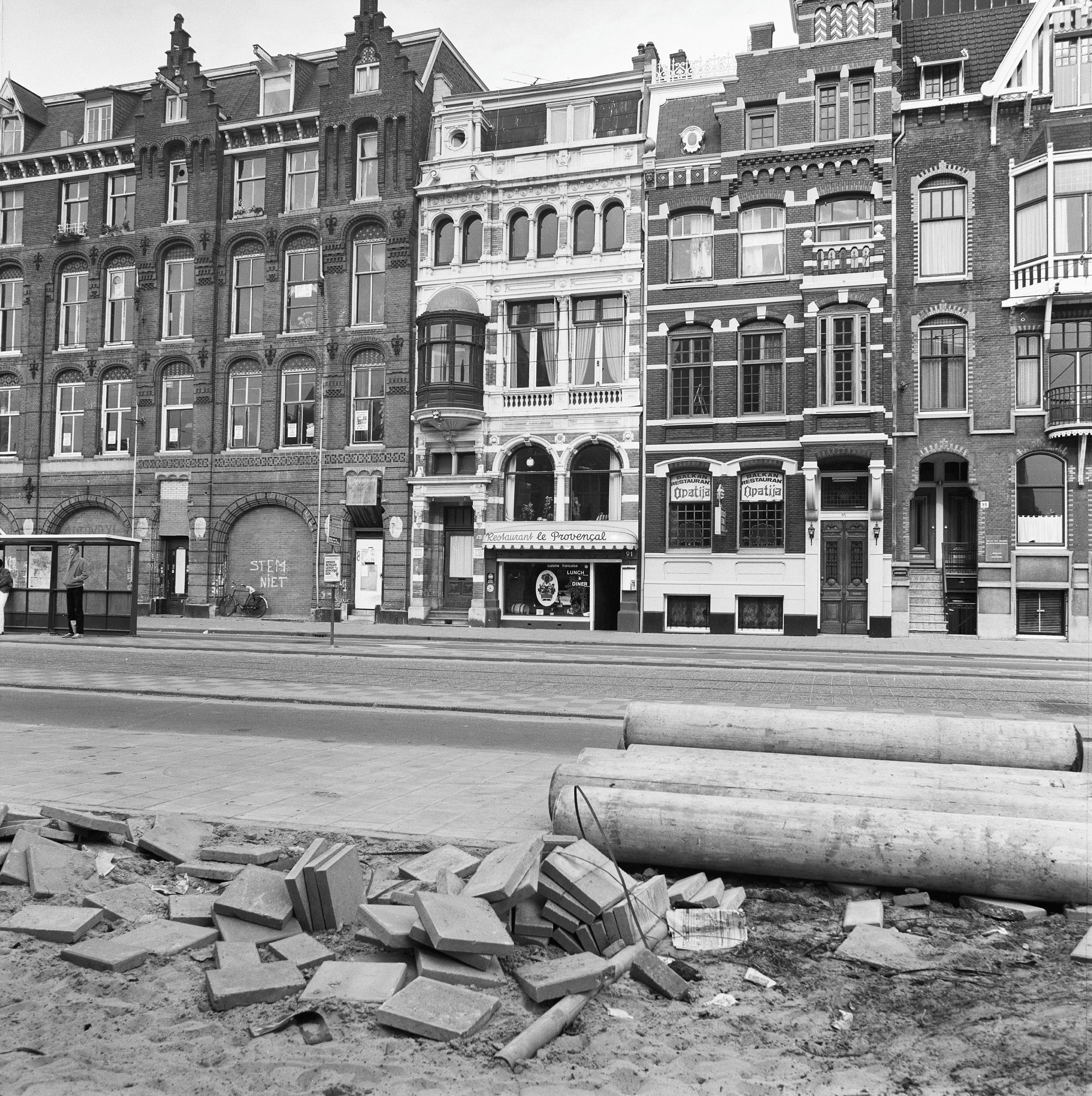
Losse straattegels en kraakpand (1979); het witte gebouw bleef staan

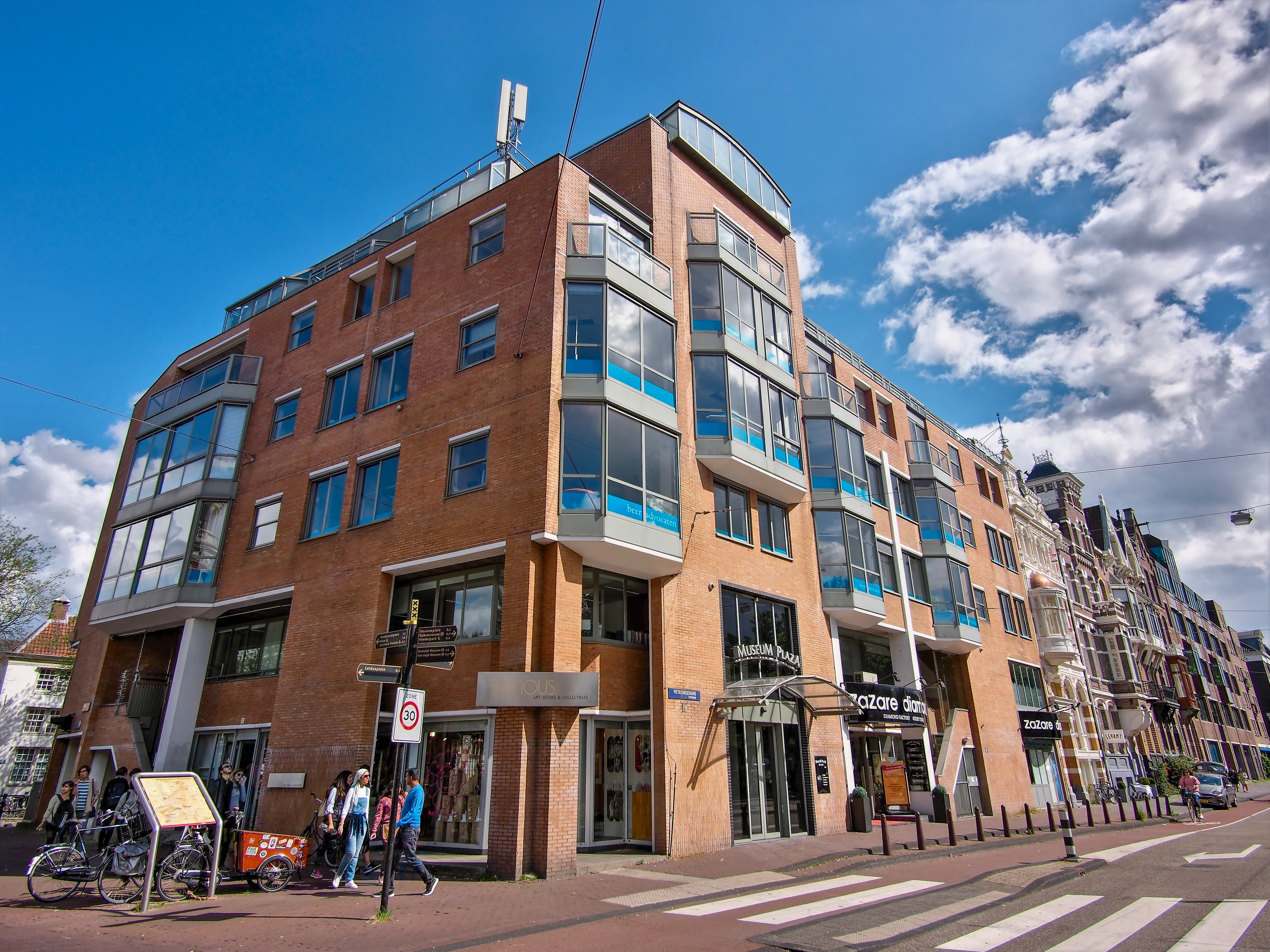
De nieuwbouw in september 2017

De Grote Wetering was een gebouw in Amsterdam-Centrum.
Het stond aan de Weteringschans 81-89 te Amsterdam. Het gebouw stond met zijn achterkant direct aan het water van de Lijnbaansgracht. Een van de gevels lag in het verlengde van de Spiegelgracht, maar aan dat korte straatje werd geen aparte naam gegeven. Postadres werd de Weteringschans.

## Voorgeschiedenis
Het gebouw werd neergezet op kosten van de Onderlinge Vereeniging van Veehouders (OVV), een club boeren van boerderijen Hoop doet leven, Badhoeve, Welgelegen, Zomerlust, Aqidalex en Nooit gedaan rond Badhoevedorp. Zij zorgde onder andere voor karnen, reinigen en distributie van verse zuivelproducten binnen de stad, maar maakte de melk ook zodanig dat zij door Joden gedronken kon worden. De OVV schakelde architect Joseph Cuypers in, diens vader Pierre Cuypers was verantwoordelijk voor het ontwerp van het Rijksmuseum, dat hier aan de overzijde van de Singelgracht staat. In eerste instantie ging het om de huisnummers 81-87, waar de firma in mei 1893 vanaf de Nieuwe Kerkstraat 100 en Reguliersdwarsstraat 52 naar toe trok. Gebouw nr. 89 werd in 1894 gebouwd. Die zuiveldistributie hield aan tot 1923. In het gebouw kwam ook de Maatschappij voor de Vleeschhouwerij, waarvan een van de directeuren George Peter Rosskopf was, die aan de overkant van de straat de gebouwen Weteringschans 77 (voor verhuur) en Weteringschans 79 (voor eigen bewoning) had laten bouwen.
Van 1924 tot half 1931 was het Nederlandse filiaal van Automobiles Citroën met een showroom op de begane grond gevestigd.

## Bouw
De aanbesteding voor het gebouw vond plaats in juli 1892; een aannemer zag kans het gebouw voor 66.500 gulden te bouwen. Het had een vloeroppervlak van 500 m². Er werd een gebouw in eclectische bouwstijl neergezet. Het was zes bouwlagen (souterrain, vier verdiepingen en zolder) hoog met veel ramen, beide zijden symmetrisch op de erkers na. Opvallend waren natuurlijk de deuren op de begane grond, die verrieden dat daar de melkbussen werden binnengebracht, overgegoten, gereinigd en weer wegvervoerd etc. In 1915 en 1919 vonden er verbouwingen plaats, waarbij een lunchroom werd ingebouwd; de toenmalige architect was Karel Petrus Tholens. Gedurende een periode rond de Tweede Wereldoorlog was Minne Endstra, de opa van Willem Endstra, eigenaar van de gebouwen. Het gebouw leidde een onopvallend bestaan, totdat midden jaren zeventig het werd aangekocht door vastgoedhandelaar Gerard W. Bakker.

## Neergang
Bakker had in eerste aanleg goede bedoelingen met de gebouwen die hij opkocht, maar verviel gaandeweg in speculatie. Hij stichtte tal van BV’s waarin hij zijn praktijken kon onderbrengen. Te saneren panden werden gekocht, gesloopt en vervangen door relatief dure woningen. Hij werd daarin steeds meer dwars gezeten door wethouder Jan Schaefer, die meer zag in renovatie (dat de prijs relatief laag hield) in plaats van nieuwbouw. Zij kwamen tegenover elkaar te staan, Bakker wilde snel geld verdienen met de sloop, Schaefer hield het tegen. Schaefer kon deels zijn zin doordrijven doordat steeds meer gebouwen in de genoemde stijl tegen de vlakte gingen en vervangen werden door in de ogen van toen lelijke nieuwbouw, zoals Peper en Zout van Frans van Gool. Er ontstond een impasse en dat leverde in Amsterdam in die tijd altijd een kraakactie op. Zo ook hier, het leegstaande gedeelte werd gekraakt, het bewoonde deel werd ongemoeid gelaten. Bakker zag op gegeven moment zijn kans schoon; hij liet ontruimen en begon in het wilde weg te slopen. De stad hield hem tegen, want slopen zonder vergunning was uit den boze. Bakker moest op bevel van de rechter de woningen bewoonbaar houden en de nog bewoonbare ruimte van het gebouw dat deels gesloopt was weer herstellen. De krakers konden blijven zitten. Dit had zijn weerslag op Bakker die in juni 1980 failliet dreigde te gaan; hij werd gered door een lening van de Friesch-Groningsche Hypotheekbank. Dit verhardde de strijd, want de hypotheekbanken stonden nu juist in verband met speculatie in een kwaad daglicht bij de krakers. Er werd een aanvraag ingediend om het pand op de monumentenlijst te krijgen; dit werd afgewezen. Daardoor werd ontruiming onvermijdelijk, de vraag was toen hoe en wanneer. Burgemeester Wim Polak probeerde een confrontatie te vermijden, maar slaagde daar niet in. De kraakbeweging was net als Bakker verhard in haar standpunt en zo kwam het tot een confrontatie op 2 december 1980 tussen krakers en Mobiele Eenheid op de Weteringschans. De ME had nog Sinterklaas ingeschakeld, maar het bleek een averechts effect te hebben. Opvallend daarbij was dat juist de relatief vredelievende krakers van het gebouw rustig het gebouw verlieten. Dit alles ging voorbij aan de bewoners van nr. 89, want daarvoor was nog geen ontruimingsvergunning/sloopvergunning afgegeven; die volgde in de eerste maanden van 1981. De sloop kon in 1981 aanvangen, in 1982 lag er een bouwput en in 1983 stond de nieuwbouw er, een combinatie van winkels, kantoren en woningen.